# Araguaçu
Araguaçu, amtlich Município de Araguaçu, ist eine 1958 gegründete Stadt des brasilianischen Bundesstaates Tocantins in der Região Norte. Sie ist 413 km von der Hauptstadt Palmas entfernt. Die Bevölkerungszahl wurde zum 1. Juli 2019 auf 8517 Einwohner geschätzt, Araguaçuenser (portugiesisch araguaçuenses) genannt, die auf einem Gebiet von rund 5187 km² leben. Die Bevölkerungsdichte liegt bei 1,7 Personen pro km². Die Bevölkerung ist in den letzten 20 Jahren rückläufig.

## Geographie
Das Gemeindegebiet wird von den Flüssen Rio Araguaia und Rio Formoso beeinflusst.
Landschaft und Klima sind die des brasilianischen Cerrado. Es herrscht tropisches Savannenklima, nach der Klimaklassifikation nach Köppen und Geiger Aw. Die Höhe über Meeresspiegel beträgt 278 Meter.
Umliegende Ortschaften sind:
| Nordwesten:         | Norden: Figueirópolis, Sandolândia, Alvorada | Nordosten:                            |
| Westen: Staat Goiás |                                              | Osten: Alvorada, Talismã, Staat Goiás |
| Südwesten:          | Süden: Staat Goiás                           | Südosten:                             |

## Geschichte
Der Ort wurde bereits am 14. November 1958 in Goiás gegründet. Er gelangte bei der Gründung von Tocantins ab 1. Januar 1989 durch Abspaltung von Goiás zu dem neuen Staat.

## Stadtverwaltung
Exekutive: Bei der Kommunalwahl 2016 wurde Joaquim Pereira Nunes zum Stadtpräfekt (Bürgermeister) für die Amtszeit von 2017 bis 2020 gewählt. Er ist Mitglied des Partido Republicano Brasileiro (PRB).
Die Legislative liegt bei einem neunköpfigen Stadtrat, den vereadores der Câmara Municipal, 2017/2018 liegt die Präsidentschaft bei Sebastião Sabino de Souza, der dem PSB angehört.

## Bevölkerungsentwicklung
Quelle: IBGE (Angaben für 2019 sind lediglich Schätzungen). 24,39 % der Bevölkerung waren 2010 Kinder und Jugendliche bis 15 Jahre. 66,95 % lebten 2010 im städtischen und 33,05 % im weitläufigen ländlichen Raum.

## Lebensstandard
Der Index der menschlichen Entwicklung für Städte, abgekürzt HDI (portugiesisch: IDH-M), lag 1991 bei dem niedrigen Wert von 0,332, im Jahr 2010 bei dem als mittelhoch eingestuften Wert von 0,675.